# Торета (Трапани)
Торета је насеље у Италији у округу Трапани, региону Сицилија.
Према процени из 2011. у насељу је живело 54 становника. Насеље се налази на надморској висини од 189 м.